# East Quoddy Head Light
East Quoddy Head Light je maják z roku 1829 na skalnatém ostrůvku u nejsevernějšího výběžku ostrova Campobello v Novém Brunšviku v Kanadě. Od roku 2006 je zapsán v kanadském seznamu kulturních památek.

## Historie
Maják byl postaven v roce 1829 na skalnatém ostrůvku o rozloze 3 000 m², který je přístupný po souši z ostrova Campobello pouze při odlivu. Prvním strážcem majáku byl strážce Snell. V roce 1840 byl postaven dřevěný dům pro strážce majáku, který byl spojen s majákem krytým chodníkem. K osvětlení se používalo osm lamp s reflektory. V roce 1875 bylo k osvětlení používáno sedm velkých lamp s plochým knotem a reflektory. V případě mlhy nebo snížené viditelnosti se používalo signální dělo, které bylo v roce 1875 nahrazeno novým. V roce 1877 byl zaveden parní nautofon, ale pro jeho malý výkon byl následující rok zrušen. V tomtéž roce byla instalována nová litinová lucerna a v ní instalována Fresnelova čočka III. řádu.
V roce 1880 byl uveden do provozu nový nautofon a v roce 1885 byl postavený nový dům pro strojníka nautofonu. 
V letech 1914–1915 byla postavena nová budova pro nautofon a kůlna, která sloužila k uskladnění kontejnerů s palivem. V roce 1947 byla postavena loděnice.  
Maják obsluhovali příslušníci pobřežní stráže do roku 1986, kdy byl automatizován . 
V roce 1988 získala věž od Federal Heritage Building Review Office status klasifikované stavby. V roce 2000 byla založena organizace Friends of The Head Harbour Lightstation (Přátelé majáku Head Harbour). V roce 2006 byl zařazen do seznamu kulturního dědictví Kanady. 

## Popis
Maják je dřevěná osmiboká pyramidální bílá věž vysoká 15,5 m s litinovým ochozem a červenou lucernou. Na východní straně je namalován červený kříž (kříž svatého Jiří), který je výraznou denní navigační značkou. Stěny majáku jsou obloženy šindelem. Uvnitř věže je dřevěné schodiště k lucerně. U majáku stojí dřevěný patrový bílý dům obložený šindelem s červenou sedlovou střechou a verandou, ve kterém bydlel strážce majáku. Pro nautofon byl postaven bílý dřevěný dům obložený šindelem s červenou sedlovou střechou. Kůlna je dřevěná obložena prkny a latěmi s plochou střechou a velkými dveřmi. Loděnice má sedlovou střechu a obložení z lepenky.

### Data
Maják
- Charakteristika světla: F R (vysílá stále červené světlo).
- Výška majáku: 15,5 m
- Výška světelného zdroje: 17,5 m n. m.
- Dosvit: 13 nm (24 km)

### Označení
- ARLHS CAN-166;
- CCG: A-044;
- Admiralty: H4154;
- NGA 11332.